# Turkiet i olympiska sommarspelen 2000
Turkiet deltog i de olympiska sommarspelen 2000 med en trupp bestående av 57 deltagare och de tog totalt fem medaljer.

## Medaljer

### Guld
- Hamza Yerlikaya - Brottning, Herrarnas grekisk-romersk stil, 85 kg
- Hüseyin Özkan - Judo, Herrarnas halv lättvikt, 66 kg
- Halil Mutlu - Tyngdlyftning, Herrarnas bantamvikt 56 kg

### Brons
- Adem Bereket - Brottning, Herrarnas fristil, 76 kg
- Hamide Bıkçın Tosun - Taekwondo, Damernas fjädervikt, 57 kg

## Boxning
Lätt flugvikt
- Ramazan Ballioglu
  - Omgång 1 — Förlorade mot Marian Velicu från Rumänien (→ gick inte vidare)

Flugvikt
- Halil Ibrahim Turan
  - Omgång 1 — Förlorade mot Hicham Mesbahi från Marocko (→ gick inte vidare)

Bantamvikt
- Agasi Agaguloglu
  - Omgång 1 — Besegrade Kangde Mai från China
  - Omgång 2 — Besegrade Cermeno Nehomar från Venezuela
  - Kvartsfinal — Förlorade mot Guillermo Rigondeaux från Kuba (→ gick inte vidare)

Fjädervikt
- Ramazan Palyani
  - Omgång 1 — Besegrade Ali Haider of Pakistan
  - Omgång 2 — Besegrade Vlademir Dos Santos Pereira från Brasilien
  - Kvartsfinal — Förlorade mot Bekzat Sattarkhanov från Kazakstan (→ gick inte vidare)

Lättvikt
- Selim Palyani
  - Omgång 1 — Besegrade Abdel Jebahi från Frankrike
  - Omgång 2 — Besegrade David Jackson från USA
  - Kvartsfinal — Förlorade mot Alexandr Maletin från Ryssland (→ gick inte vidare)

Lätt weltervikt
- Nurhan Suleymanoglu
  - Omgång 1 — Besegrade Michael Strange från Kanada
  - Omgång 2 — Förlorade mot Sergey Bykovsky från Vitryssland (→ gick inte vidare)

Weltervikt
- Bulent Ulusoy
  - Omgång 1 — Besegrade Jin-Suk Bae från Sydkorea
  - Omgång 2 — Besegrade Dante Craig från USA
  - Kvartsfinal — Förlorade mot Vitalie Grușac från Moldavien (→ gick inte vidare)

Lätt mellanvikt
- Firat Karagollu
  - Omgång 1 — Besegrade Michael Roche från Irland
  - Omgång 2 — Förlorade mot Frédéric Esther från Frankrike (→ gick inte vidare)

Mellanvikt
- Akin Kakauridze
  - Omgång 1 — Besegrade Mariano Natalio Carrera från Argentina
  - Omgång 2 — Besegrade Jung-Bin Im från Sydkorea
  - Kvartsfinal — Förlorade mot Vugar Alekperov från Azerbajdzjan (→ gick inte vidare)

## Bågskytte
| Herrarnas individuella |               |                                      |             |               |                           |              |               |                                 |               |
|                        | Hasan Orbay   | Hasan Orbay                          | Hasan Orbay | Serdar Satir  | Serdar Satir              | Serdar Satir | Ozdemir Akbal | Ozdemir Akbal                   | Ozdemir Akbal |
| 32-delsfinal           | Besegrade     | Juan Carlos Manjarrez Godinez Mexiko | 165-153     | Förlorade mot | Sebastien Flute Frankrike | 160-156      | Förlorade mot | Scott Hunter-Russell Australien | 154-146       |
| Sextondelsfinal        | Förlorade mot | Yong-Ho Jang Sydkorea                | 169-160     | -             | -                         | -            | -             | -                               | -             |

| Damernas individuella |                  |                                  |                  |               |                           |              |                   |                         |                   |
|                       | Elif Altinkaynak | Elif Altinkaynak                 | Elif Altinkaynak | Zekiye Satir  | Zekiye Satir              | Zekiye Satir | Natalia Nasaridze | Natalia Nasaridze       | Natalia Nasaridze |
| 32-delsfinal          | Besegrade        | Jennifer Chan Filippinerna       | 160-143          | Förlorade mot | Nataliya Burdeyna Ukraina | 166-157      | Förlorade mot     | Kirstin Lewis Sydafrika | 154-153           |
| Sextondelsfinal       | Förlorade mot    | Alison Williamson Storbritannien | 157-154          | -             | -                         | -            | -                 | -                       | -                 |

Damernas lagtävling
- Altankaynak, Satir, Nasaridze — bronsmatch, 4th place (2-2)

Herrarnas lagtävling
- Orbay, Satir och Akbal — kvartsfinal, 5:e plats (1-1)

## Friidrott
Herrarnas längdhopp
- Mesut Yavas
  - Kval — 7.35 m (gick inte vidare)

Herrarnas stavhopp
- Ruhan Isim
  - Kval — NM (gick inte vidare)

Damernas 1 500 meter
- Süreyya Ayhan
  - Round 1 — 04:08.37
  - Semifinal — 04:09.42 (gick inte vidare)

Damernas 5 000 meter
- Ebru Kavaklioglu
  - Omgång 1 — 15:49.15 (gick inte vidare)

Damernas diskuskastning
- Oksana Mert
  - Kval — 55.02 m (gick inte vidare)

Damernas maraton
- Serap Aktaş
  - Final — 2:42:40 (37:e plats)

## Segling
Mistral
- Ertugrul Icingir
  - Race 1 — 26
  - Race 2 — (37) OCS
  - Race 3 — 24
  - Race 4 — 11
  - Race 5 — 15
  - Race 6 — 28
  - Race 7 — 29
  - Race 8 — 25
  - Race 9 — (37) OCS
  - Race 10 — 22
  - Race 11 — 37 DSQ
  - Final — 217 (31:a plats)

Finnjolle
- Enver Adakan Ali
  - Race 1 — 5
  - Race 2 — 7
  - Race 3 — (17)
  - Race 4 — 7
  - Race 5 — 9
  - Race 6 — (23)
  - Race 7 — 11
  - Race 8 — 3
  - Race 9 — 4
  - Race 10 — 7
  - Race 11 — 13
  - Final — 66 (8:e plats)

Mistral
- Ilknur Akdogan
  - Race 1 — (30) DNF
  - Race 2 — 27
  - Race 3 — (28)
  - Race 4 — 28
  - Race 5 — 26
  - Race 6 — 25
  - Race 7 — 28
  - Race 8 — 28
  - Race 9 — 27
  - Race 10 — 28
  - Race 11 — 24
  - Final — 241 (28:e plats)

Laser
- Ali Kemal Tufekci
  - Race 2 — (40)
  - Race 3 — 33
  - Race 4 — (37)
  - Race 5 — 29
  - Race 6 — 28
  - Race 7 — 36
  - Race 8 — 30
  - Race 9 — 14
  - Race 10 — 24
  - Race 11 — 27
  - Final — 254 (34:e plats)